# Степанос Таронци
Степанос Таронци (Асохик) или Степан от Тарон е арменски историк, живял в края на X в. и в началото на XI в. Написал е история, която е известна с наименованието „Всеобщата история“.
Историята на Асохик е посветена на царската династия Багратиони и дава информация за личности и събития от онова време. Издадена е на руски, френски, немски и арменски. В историята му се съдържа информация и за цар Самуил.